# HMS Mersey (1913)
Pour les autres navires du même nom, voir HMS Mersey.
Le HMS Mersey était un monitor de classe Humber de la Royal Navy. Construit à l’origine par Vickers pour le Brésil et baptisé Madeira, il a été acheté par la Royal Navy en 1914, au début de la Première Guerre mondiale, avec ses sister-ships Humber et Severn.

## Engagements
Le HMS Mersey a eu une carrière relativement réussie pendant la Première Guerre mondiale. Il a connu deux engagements importants. À la bataille de l'Yser en 1914, ayant pris position au large des côtes belges, il bombarde les troupes allemandes ainsi que des positions d’artillerie. En juillet 1915, il a été remorqué jusqu’au delta du fleuve Rufiji, en Afrique orientale allemande, où il a ensuite contribué, avec le HMS Severn, à la destruction du croiseur léger allemand SMS Königsberg.
Le HMS Mersey s’est ensuite rendu en mer Méditerranée, et a servi sur le Danube. Cinq membres d’équipage sont morts entre le 3 et le 6 janvier 1919. Ils sont enterrés au cimetière militaire de Bucarest de la Commonwealth War Graves Commission.
En 1921, il est vendu aux démolisseurs.